# Erichia amanosius
Erichia amanosius är en skalbaggsart som först beskrevs av Andreas Pütz 1991.  Erichia amanosius ingår i släktet Erichia och familjen lerstrandbaggar. Inga underarter finns listade i Catalogue of Life.